# Конрад Гомфелд
Конрад Гомфелд (англ. Conrad Homfeld, 25 грудня 1951) — американський вершник.
Олімпійський чемпіон 1984 року в командному конкурі, срібний призер 1984 року в індивідуальному конкурі.
Чемпіон світу з конкуру 1986 року в командному конкурі, срібний призер 1986 року в індивідуальному конкурі, бронзовий призер 1978 року в командному конкурі.
Переможець кубка світу з конкуру 1980, 1985 років в індивідуальному конкурі.